# Византийско-генуэзская война (1348—1349)
Византийско-генуэзская война — вооружённый конфликт 1348—1349 годов между Византийской империей и Генуэзской республикой, вызванный вопросом взимания пошлин за проход через Босфор.

## Предыстория
Генуя основала колонию в Галате на северном берегу Золотого Рога в 1267 году. Но нестабильность Византии из-за гражданской войны 1341-1347 годов позволила Генуе начать сбор таможенных доходов за проход через Босфор. 
Сборы Галаты ежегодно достигали до 200 000 золотых, в то время как Византия с трудом получала с них 30 000 золотых. Византийский флот пришёл в упадок, и это позволяло генуэзцам сохранять своё выгодное положение.

## Конфликт

Карта Константинополя, с районом Галаты на севере

Для восстановления имперской власти над проливом, Иоанн VI Кантакузин приступил к постройке военных и торговых судов. 
Встревоженные галатцы заняли возвышенность над Галатой, построив там оборонительные укрепления. Флот республики атаковал Константинополь, который оборонял византийский флот. Из-за бури и неопытности греческих адмиралов, их флот был уничтожен до начала сражения. Галатцы после этого с торжеством разъезжали на своих судах мимо императорского дворца, издеваясь над его флагом, снятым с кораблей.
В ответ византийские войска начали осаду Галаты. Спустя нескольких недель прибыли полномочные представители из Генуи, и был заключён мирный договор. 
Генуя выплачивала компенсацию в размере 100 000 гиперпир и возвращала незаконно занятые земли вне Галаты, также было дано обещание не нападать на Константинополь. Но право генуэзцов на взимание таможенных пошлин осталось в силе.

## Последствия
Усиление влияния генуэзцев вызвало ответную реакцию у их главного конкурента — Венеции, так как их интересы сталкивались как на Чёрном и Азовском морях, так и в Крыму, Тане, у устьев Дона.
Но Византия оставалась в этих конфликтах лишь наблюдателем и пассивным участником, так как разруха в империи не позволяла создать боеспособные вооружённые силы для возвращения контроля над имперскими форпостами.